# Hedotettix strictivertex
Hedotettix strictivertex är en insektsart som beskrevs av Zheng, Z. 2006. Hedotettix strictivertex ingår i släktet Hedotettix och familjen torngräshoppor. Inga underarter finns listade i Catalogue of Life.